# Brainstorm (film 1917)
Brainstorm  è un cortometraggio muto del 1917 diretto da Harry Edwards.

## Produzione
Il film fu prodotto dalla Fox Film Corporation.

## Distribuzione
Distribuito dalla Fox Film Corporation, il film - un cortometraggio in due bobine - uscì nelle sale cinematografiche USA il 22 gennaio 1917.